# Edia semiluna
Edia semiluna là một loài bướm đêm trong họ Crambidae.